# Власиос Скорделис
Вла̀сиос Скордѐлис (на гръцки: Βλάσιος Σκορδέλης) е гръцки просветен деец и общественик.

## Биография
Власиос Скорделис е роден през 1835 година в Станимака. Учи в гимназия в Атина, където през 1857 година завършва Атинския университет. Става учител в родния си град, а след това в Пловдив, като през 1863 година става директор на Централното гръцко училище.
През 1865 година Скорделис издава брошурата „За Тракия“ („Περί Θράκης“), в която излага за пръв път поддържаната след това от гръцкото национално движение теза, че гърците са автохтонно население на Тракия – като потомци на близкородствените на древните гърци траки, допълнително елинизирани още през Елинистичната епоха. Той смята траките за близки до пеласгида, а езикът им – за архаична форма на гръцкия. Българоезичността на голяма част от населението в Тракия обяснява с българските набези и потисничество в областта през Средновековието. Същите тези са развити по-подробно в книгата му от 1877 година „Тракийски размишления“ („Θρακικαί Μελέται“).
През 1868 – 1869 година Скорделис е в Цариград като представител на пловдивските гърци във връзка с Българо-гръцкия църковен спор. Изпратен от Георгиос Зарифис на специализация в Лайпцигския университет, след завръщането в Пловдив си през 1875 година Власиос Скорделис става главен учител на новооснованото Зарифово училище.
През 1880 година Скорделис напуска Пловдив и се установява в Гърция. Първоначално е директор на училището в Триполи. По-късно основава девическо училище в Атина, което ръководи до смъртта си.
Власиос Скорделис умира на 15 октомври 1898 година в Атина.